# SpiderMonkey
SpiderMonkey是世界上第一款JavaScript引擎，由前网景公司的布兰登·艾克設計，後期由Mozilla基金会維護，以開放原始碼發佈。目前為Mozilla Firefox網頁瀏覽器所使用的JavaScript引擎，並也被嵌入到其他許多環境，例如GNOME 3桌面。

## 歷史
1995年，艾克被招聘到Netscape，目的是让他在瀏覽器中實作Scheme程式語言，於是他於10天內開發出JavaScript （當工程管理決定這個程式語言必須長得像Java時，使用Scheme的想法被放棄）。之後艾克必須為這個重大的技術負債付出代價，在1996年秋天，艾克留在家裡兩個禮拜，並且重寫了Mocha程式庫，也是後來大家所知道的SpiderMonkey。SpiderMonkey這個名字源自於電影癟四與大頭蛋横贯美国，電影裡的角色Tom Anderson提到，主要演員就像一對蜘蛛猴（Spider Monkey）夫妻在自慰。2011年，艾克將SpiderMonkey程式碼的管理交給戴夫·曼達林（Dave Mandelin）。

### TraceMonkey
TraceMonkey是第一个为JavaScript语言編寫的JIT編譯器，於2008年8月23日发布并最先作為Firefox 3.5的SpiderMonkey中的編譯引擎。相比Firefox 3.0的編譯器，它提供了高達20到40倍的效能改善。
比起編譯全部函式，TraceMonkey採用追蹤即時編譯（trace Just-in-time Compilation）將JavaScript編譯成二進位碼（Binary code）以提高執行效能，它的運作方式是在執行期間藉由追蹤和記錄控制流程及資料類型，將其用於建構追蹤樹（Trace Trees）（页面存档备份，存于），以生成高度最佳化路徑的原生碼，追蹤樹技術由爾灣加州大學研究團隊貢獻，安德里亞斯·加爾是該團隊的负责人。
JägerMonkey的增進，使得TraceMonkey被遺棄，特別是在SpiderMonkey中类型推论引擎的開發，TraceMonkey自Firefox 11開始已經被停止使用。

### JägerMonkey
JägerMonkey由Mozilla自2010年年初开发，在內部被稱為MethodJIT，它被用來改善效能，特別是当某些情況下TraceMonkey無法生成穩定的原生碼。JägerMonkey於Mozilla Firefox 4開始被使用，採用組合編譯（Method JIT）和組譯器（Assembler），它的組譯器移植自WebKit的Nitro引擎（SFX，SquirrelFish Extreme）。後期Method JIT与TraceMonkey的Tracing JIT整合，使SpiderMonkey的速度更快。
JägerMonkey的運作很不同于其他編譯器，傳統的編譯器是藉由建立控制流圖並將其最佳化，JägerMonkey則是透過重覆線性前進循環SpiderMonkey字节码，也就是內部函式表示法。雖然這種方式阻碍重新排序指令的最佳化，但這對JavaScript這個经常改變變數類型而需要重新編譯的語言来说，JägerMonkey有快速編譯的優勢。
Mozilla在JägerMonkey中實做了一個臨界值的最佳化，重要的還有多形態內嵌快取（ Polymorphic inline caching）及类型推论，Kraken和V8测试分数显示，类型推论可以分别带来44%与30%的分数提升。
TraceMonkey及JägerMonkey的JIT技術的異同在一篇hacks.mozilla.org的文章（页面存档备份，存于）中有做解釋，深入的技術細節可在一篇由SpiderMonkey的開發者Chris Leary的文章中取得，更多技術資訊还可在其他開發者的部落格中找到：dvander（页面存档备份，存于）、dmandelin。

## 標準
SpiderMonkey實作了ECMA-262第5.1版（ECMAScript）和其他許多特色，而ECMA-357（ECMAScript for XML (E4X)）已在2013年取消支援。
即便SpiderMonkey在Firefox中被使用，它并不提供一些主要環境，像是文档对象模型（DOM）。

## 內部
SpiderMonkey是以C和C++语言編寫，並包含直譯器、IonMonkey即時編譯和垃圾回收器。

### IonMonkey
IonMonkey是Mozilla的第三個JIT編譯器，它啟用了許多新的最佳化技術，但是這些特色無法在之前的JägerMonkey架構運行。
IonMonkey更像傳統的編譯器，它使用中間表示層（IR，Intermediate representation）的静态单赋值形式將SpiderMonkey的字节码轉換為控制流圖（Control Flow Graph），這個結構令其他語言使用的最佳化技術可被使用在JavaScript，其中包含形態的特殊化（type specialization）、行內函式（Inline function）、線性掃描的暫存器配置（linear scan register allocator）、死碼刪除（Dead code elimination）以及盡可能將程序移出迴圈外（Loop-Invariant Code Motion）。
该編譯器可以在ARM、X86及X86-64上快速的將JavaScript函式轉換成原生碼。
2013年初發行的Firefox 18中開始採用IonMonkey並将其作為預設引擎，这改進了TraceMonkey與JaegerMonkey不會對程式碼進行解析、自動運行最佳化的缺點。。

### OdinMonkey
OdinMonkey被用於最佳化JavaScript的子集asm.js，OdinMonkey並非一個JIT編譯器，它依然採用IonMonkey作為編譯器，这於2013年6月25日正式釋出的Firefox 22起採用。

## 實作
SpiderMonkey可被嵌入於應用程式中，並为應用程式提供執行JavaScript的能力。不完整名單如下：
- Mozilla Firefox、Thunderbird、SeaMonkey
- Adobe Acrobat、Adobe Reader、Adobe Flash Professional、Adobe Dreamweaver
- GNOME桌面環境，第3版和更高版本
- Yahoo! Widgets
- UOX 3，網路創世紀私人伺服器
- FreeSWITCH，開放原始碼通信軟體
- 0 A.D.，即時戰略遊戲
- ELinks（英语：ELinks），純文字網頁瀏覽器[25]
- Synchronet（英语：Synchronet），BBS、電子郵件和伺服器軟體

SpiderMonkey亦提供了JavaScript Shell，它是一個互動式開發環境，可讓開發者使用命令列來執行JavaScript程式。
許多大型組織使用SpiderMonkey來管理他們前端應用程式的JavaScript。

## 外部連結
- 官方网站
- Are We Fast Yet?（页面存档备份，存于）——官方基準和比較